# José Greco

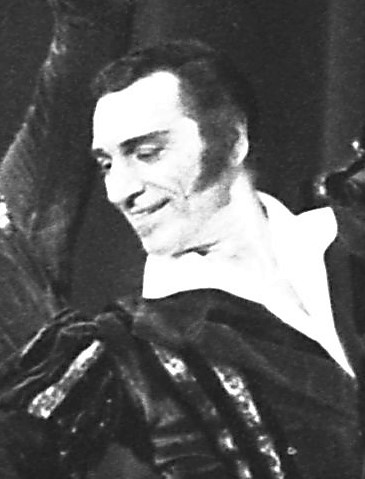
José Greco (1975)

José Greco (eigentlich Costanzo Greco Bucci; * 23. Dezember 1918 in Montorio nei Frentani; † 31. Dezember 2000 in Lancaster, USA) war ein italienischer Flamencotänzer und Choreograph.

## Leben
Im Alter von zehn Jahren zog Greco, der seinen Künstlernamen später offiziell annahm, mit seinen Eltern nach New York City, wo er zusammen mit seiner Schwester in Brooklyn Tanzunterricht nahm. 1937 debütierte er am Hippodrome Theatre in Manhattan und tanzte neben so bekannten Partnerinnen wie La Argentinita (Encarnación López, ca. 1895/98 – 1945) und Pilar López im Ballet Español. 1948 gründete er seine eigenen Ballets y Bailes de España, mit denen er in Paris und dann in Barcelona debütierte und anschließend zahlreiche Tourneen unternahm. 1951 bespielten sie erstmals Großbritannien, später auch andere europäische Länder und die Vereinigten Staaten und brachten so dem spanischen Tanz eine große Aufmerksamkeit. 1953 sahen 19.000 Menschen ihre Aufführung in New York City. Zahlreiche Ehrungen wurden Greco zuteil, so auch von der spanischen Regierung. Daneben spielte Greco in einer Handvoll Filmen.
1972 gründete er die José Greco Foundation for Hispanic Dance zur Förderung dieser Kunstform. Einem ersten Rückzug ins Privatleben 1974 folgte eine Autobiografie, das 1977 erschienene Buch Gypsy in My Soul und ein Comeback Ende der 1980er Jahre, als er eine Tanzgesellschaft mit seinen Kindern (er hat mit seiner Frau Ana Borger-Greco drei Söhne und drei Töchter) gründete. 1995 zeigte sich Greco letztmals auf der Bühne, während er weiter als Gastprofessor für Tanz in seiner Wahlheimatstadt Lancaster wirkte.

## Filmografie (Auswahl)
- 1948: Brinds a Manolete
- 1953: Sombrero
- 1956: In 80 Tagen um die Welt (Around the World in Eighty Days)
- 1965: Das Narrenschiff (Ship of Fools)
- 1969: The Proud and Damned
- 1986: Ciboulette (Fernsehfilm)